# ハロルド・ユーリー
ハロルド・クレイトン・ユーリー（英: Harold Clayton Urey, 1893年4月29日 - 1981年1月5日）は、アメリカ合衆国インディアナ州ウォルカートン出身の化学者。1934年に重水素発見の功績によりノーベル化学賞受賞。

## 生涯
ドイツ系の出身。地元の学校で学んだ後、モンタナ大学で動物学を学び、1917年に卒業後、カリフォルニア大学バークレー校大学院に進み、ギルバート・ルイスの元で熱力学を学び、1923年に化学のPh.D.を取得した。同年からレイモンド・バージの影響でコペンハーゲンの理論物理学研究所のニールス・ボーアの元で原子の構造を研究した。1924年に米国に戻り、ジョンズ・ホプキンス大学化学科の助手、1929年からコロンビア大学準教授、1934年から同大学教授となった。そこで原子や分子に量子力学を適用した本をアーサー・ルアークと共に執筆した後、核の分類に関する研究を行った。
液体水素を繰り返し蒸留した結果、重水素の単離に成功し、1934年にその成果を発表した。第二次世界大戦ではその功績を買われてマンハッタン計画に参加し、ウランからウラン235同位体のみを得るためのガス拡散法を開発し、原子爆弾の実現に一役買っている。戦後は核科学研究所の教授、シカゴ大学の化学におけるライアーソン教授職、カリフォルニア大学サンディエゴ校の教授を歴任した。
晩年は宇宙化学の発展に貢献した。1953年にユーリーの研究室に所属していたスタンリー・ミラーとともに有名なユーリー・ミラーの実験を行い、原始大気（実際のものとは異なっていた）からアミノ酸が生まれることを示した。これは生命誕生の起源の解明の一助となったとはいえないが、その端緒となったことで知られている。アポロ計画で持ち帰られた月の石の分析や、地球における地質学的な二酸化炭素の循環をめぐる炭酸塩-ケイ酸塩サイクルなどの研究を晩年まで続けた。
カリフォルニア州サンディエゴのラホーヤで没。インディアナ州のフェアフィールド墓地に葬られた。

## 受賞歴
- 1934年 - ノーベル化学賞、ウィラード・ギブズ賞（アメリカ化学会）
- 1940年 - デービーメダル（王立協会）
- 1946年 - リバーシッジ賞（王立化学会）
- 1963年 - レムセン賞（アメリカ化学会）
- 1964年 - アメリカ国家科学賞
- 1966年 - 王立天文学会ゴールドメダル
- 1969年 - アーサー・L・デイ・メダル（アメリカ地質学会）
- 1969年 - レオナード・メダル（国際隕石学会）
- 1969年 - 化学パイオニア賞
- 1970年 - ライナス・ポーリング賞（アメリカ化学会）
- 1973年 - プリーストリー賞（アメリカ化学会）
- 1972年 - アメリカ化学者協会ゴールドメダル
- 1975年 - ヴィクトール・モーリッツ・ゴルトシュミット賞（国際地球化学会）